# Nihon Aisuhokkē Renmei
Nihon Aisuhokkē Renmei ordnar med organiserad ishockey i Japan. Japan inträdde i IIHF den 26 januari 1930.

### Fotnoter
1. ↑  ”India”. International Ice Hockey Federation. http://www.iihf.com/iihf-home/countries/india.html. Läst 9 april 2012.